# Georges Estienne
Georges Estienne (18 avril 1896 à Nice - 1969 à Monte-Carlo) est un aviateur, un explorateur et un chef d’entreprises français. Il a permis de tracer, puis d’exploiter commercialement la plus longue route automobile du monde reliant ainsi la Méditerranée au Niger, au Tchad et au Congo. Il fut surnommé, par ses contemporains, "le seigneur du désert" et "le  maître des pistes". Pionnier du transport routier et aérien au Sahara, Georges Estienne y a développé une infrastructure remarquable.

## Enfance et carrière militaire
Georges Estienne est le troisième fils du général Jean-Baptiste Eugène Estienne, polytechnicien et créateur du char d'assaut et de l’aviation militaire durant la Première Guerre mondiale. Comme ses trois frères, son enfance est  marquée par une discipline toute militaire. Malgré les réticences de ses parents, il s'engage dans l'armée comme engagé volontaire en septembre 1914 à l'âge de dix-huit ans au 13e bataillon de chasseurs alpins. Il participe alors aux rudes campagnes de Belgique, de la Somme et des Vosges.
Il est ensuite attiré par l'aviation et devient pilote en juin 1915. Il  sera affecté à l’escadrille N 12 puis à la N 49. En 1916, sur le terrain de Bessoncourt, non loin de Belfort, Georges Estienne fait adapter un réservoir spécial sur son avion afin d’avoir assez d’autonomie pour faire de longues reconnaissances à travers les lignes ennemies. Grâce à un appareil photographique fixé sur le plancher de la carlingue, il prend des photos du front et de l’arrière-front sur la vallée du Rhin. Il ouvre  ainsi l’ère des grandes reconnaissances aériennes à l’intérieur des lignes ennemies. Inutile de dire toute l’importance de ces photos pour l’état-major français. Il se spécialise  alors dans la reconnaissance aérienne loin à l’intérieur des lignes allemandes, allant jusqu’à photographier les usines Zeppelin à Friedieschafen. À vingt-et-un ans il est titulaire de sept citations et obtient la médaille militaire et la Légion d'Honneur.
Une fois la guerre terminée, après être passé aux essais en vol à Villacoublay, il démissionne de l’armée et est reversé dans la  réserve en 1928. En août 1939, il reprend du service comme capitaine-pilote. Après la débâcle de 1940, comme directeur de la Société Africaine des Transports Tropicaux, il sera un auxiliaire précieux des troupes de l’est saharien, après la prise de Ghat et l’occupation de Ghadamès. Le général Delay dira à son sujet en 1943 : « Dans les circonstances difficiles où nos troupes se sont trouvées, le personnel de la S.A.T.T. n’a pas hésité à sortir des programmes en marchant de jour et de nuit, en s’aventurant dans des zones où la sécurité n’existait pas, soit pour porter des troupes, soit pour leur faire parvenir à temps les approvisionnements et les munitions. » Son ami et condisciple au lycée de Nice, Joseph Kessel, commencera son roman Nuits de Sibérie par la phrase : « Mon ami, le pilote Estienne… ».

## De l’exploration saharienne à l’exploitation commerciale

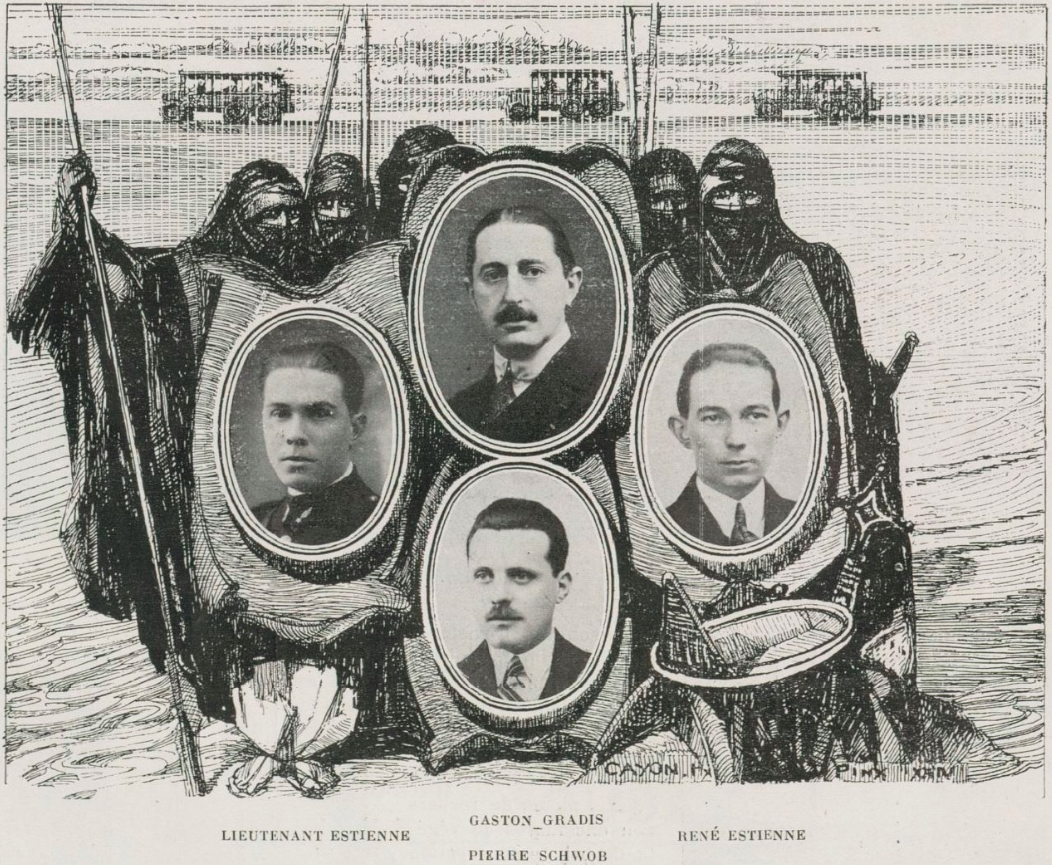
Mission Gradis.

Passionné dès sa jeunesse  par les aventures de l'explorateur René Caillié, il rêve de l'Afrique et est attiré par le Sahara. Il participe du 17 décembre 1922 au 7 janvier 1923 à la première double traversée du Sahara en autochenilles au sein de la mission Citroën de Georges-Marie Haardt et Louis Audouin-Dubreuil. Cette expédition a emprunté l'itinéraire classique des pistes caravanières sur le sol difficile des massifs montagneux de Touggourt à Tombouctou.
Cependant, Georges Estienne estime que cet exploit n'est pas entièrement satisfaisant et qu'il faut chercher un sol ferme et plat adapté à l'automobile. Il croit aux possibilités de la voiture à roues et envisage déjà de créer une route dans le Tanezrouft qui n’a  encore été traversé qu’une seule fois, par le lieutenant Cordier en 1913 au prix de difficultés considérables. Il prévoit d’emprunter le reg, un désert de pierres et de cailloux. Mais pour traverser le reg de l’Adrar jusqu’à Gao, il faut plonger dans 1 400 km d'inconnu dont mille sans eau. Intéressé par l'idée de son fils, le général Estienne organise la mission « Algérie-Niger » grâce à la Compagnie générale transsaharienne (CGT) fondée par Gaston Gradis et avec le concours de plusieurs ministères. Georges Estienne, chef de la mission, est accompagné de son frère René Estienne et de plusieurs techniciens. La mission part de Figuig le 9 novembre 1923 avec quatre autos-chenilles Citroën et un avion Nieuport à ailes repliables en remorque. Elle traverse en trois jours le Tanezrouft qui se révèle particulièrement favorable aux transports automobiles et à l’atterrissage des avions. Ainsi que l'a souligné le professeur Émile-Félix Gautier: " L'exploit réalisé par les frères Estienne en découvrant cette ligne de communication rapide est une révolution technique qui fait passer le Sahara de l'ère du chameau à celle de l'automobile ". Le 14 novembre 1924, il effectue la deuxième mission Gradis, pour son troisième périple transsaharien avec son frère cadet.
Face au risque de s’égarer par vent de sable ou brume de chaleur, les deux frères décident de baliser la piste du Tanezrouft. En février 1926, ils chargent à Adrar un important matériel et sèment sur la piste tous les cinquante kilomètres de grands bidons vides numérotés, tels les cailloux du Petit Poucet. C'est ainsi qu'est né le fameux Bidon V, carrefour des routes sahariennes et bientôt escale aérienne. Bidon V devient célèbre avec son hôtel improvisé dans deux carrosseries de voitures-couchettes. La  ligne est  équipée de voitures-couchettes Renault 20 cv à six roues permettant de traverser le Tanezrouft dans des conditions plus confortables.
En avril 1926, Georges Estienne devient directeur général de la Transsaharienne. Avec son frère René, ils créent une "voiture couchette", qui permet de traverser le Tanezrouft dans des conditions plus confortables. En 1927, sur le parcours Colomb Béchar-Reggane-Gao, le premier service régulier transsaharien par automobile est mis en place par la CGT. Georges et René Estienne travaillent en équipe. Ils séjournent souvent à Reggan, oasis perdue au milieu des sables, s'attachant à leurs habitants. Ils construisent un bordj réservé aux voyageurs. La CGT construit, au milieu du Sahara, à Reggane, puis à Gao, des centres importants avec hôtels, garages, ateliers, stations radio, dépôts d’essence et de matériel.
Le 7 janvier 1927, il part des  usines Renault de Billancourt à bord d’une « Torpédo 6 CV » de série, une voiture neuve à quatre roues de couleur  blanche. En partant, il déclare : « Je la roderai en traversant le Sahara ». Son objectif est de permettre la réalisation d’un vieux rêve : la liaison entre les chemins de fer de l'Afrique du nord et de l'Afrique centrale. Seul, sans mécanicien, il a parcouru 18 000 km en 36 jours. Quelques semaines plus tard, la même voiture, conduite par le même homme, fait son entrée dans la cour d’honneur de l’usine. Voulant prouver que n'importe qui peut effectuer cette traversée, Georges Estienne vient de traverser le Sahara en solitaire pour la première fois de l’Histoire. À cette occasion, il effectue Oran-Niamey en cinq jours et relie Paris à Fort-Lamy en onze jours.
Malheureusement, René Estienne, effectuant une liaison de reconnaissance en tête d’un convoi de trois camions, est assassiné le 18 mai 1927 dans le col de Belkacem.
En 1929, la CGT entre sous le contrôle de la Société Anonyme de Transports Industriels et Commerciaux dirigé par Maurice Bonhomme. C’est à cette époque, qu’André Maginot, ministre des Colonies, emprunte le service transsaharien de la Compagnie pour rentrer en Algérie après son voyage d’inspection en Afrique occidentale. De retour à Alger, il dit à Louis Castex : « Avec Georges Estienne, j’irai les yeux fermés au bout du monde. C’est un homme étonnant, son adresse et sa résistance physique sont ahurissantes ». En mai 1932, les travaux de balisage aérien des 1 300 kilomètres qui séparent Reggane de Gao, décidés par le ministère de l’Air et sous la conduite du colonel Joseph Vuillemin et de Georges Estienne, sont terminés.
Mais en 1933, Georges Estienne, qui ne s’entend pas avec Maurice Bonhomme, démissionne de la CGT. Il décide alors de créer la Société Algérienne des Transports Tropicaux (SATT) et exploite la ligne du Hoggar par Tamanrasset, prolongée vers Zinder et Kano (Mali), qui atteint 6 000 kilomètres. C’est la ligne automobile la plus longue du monde. La SATT effectue aussi des transports par avion à la demande à travers le Sahara. En 1943, Georges Étienne crée la Compagnie Aéro-Africaine, filiale de la SATT, qui assure alors la ligne régulière Alger-El Goléa-Tamanrasset. À partir de 1946, la SATT devient la Société Africaine des Transports Tropicaux et prend une nouvelle ampleur. L’Aéro-Africaine compte jusqu’à  neuf avions Lockheed L-18 Lodestar et C-60. Elle propose des liaisons entre Alger et Nice, Ajaccio, Bastia, Tunis et Marrakech, mais aussi avec l’Afrique occidentale, vers Abidjan, Bamako, Bangui, Bobo-Diolasso, Cotonou, Douala, Fort-Lamy, Gao, Libreville, Lomé, Niamey, Ouagadougou, Port-Gentil, Zinder et même Stanleyville. En 1951, l’activité routière prend encore plus d’importance avec la reprise des lignes de cars de la CGT et son trajet à travers le Tanezrouft avec l’étape de Bidon V, chère à Georges Estienne. La SATT exerce alors un monopole routier sur tout le Sahara. Cette année-là, le général Meynier, commandant les Territoires du Sud, lui remet la cravate de commandeur de la Légion d’Honneur. En 1953, devant l’ampleur prise par le transport routier, Georges Estienne décide d’arrêter son activité aérienne et ses lignes de l’Aéro-Africaine sont reprises par Air Algérie.

## La fin d’une grande aventure
La guerre d'Algérie fait peu à peu disparaître le tourisme et  en 1963, Georges Estienne doit finalement abandonner, sans contrepartie financière, ses sociétés qui passent sous le contrôle de l'État algérien. Bien évidemment, il aurait préféré que l'Algérie reste française, mais il comprend aussi que la population aspire à l'indépendance de son pays. Georges Estienne est décédé à Monte-Carlo en 1969.

## Décorations
- Commandeur de la Légion d'honneur (1951)
- Commandeur de l'ordre du Mérite saharien de droit en tant que membre du conseil de l'ordre (1958)[1]